# René Primevère Lesson
René Primevère Lesson (Rochefort, 20 maart 1794 – aldaar, 28 april 1849) was een Franse scheepschirurgijn (in de rang van marineofficier) en natuuronderzoeker.

## Biografie
Lesson werd geboren in Rochefort. Op zijn zestiende ging hij naar de school van de geneeskundige dienst van de Franse marine. Hij diende in de Franse marine tijdens de napoleontische oorlogen; in 1811 was hij derde chirurgijn op het fregat La Saal, en in 1813 tweede chirurgijn op de Regulus.
In 1816 veranderde Lesson zijn specialisatie naar apotheker. Hij diende als apotheker en botanicus tijdens Duperreys reis om de wereld met de La Coquille, die duurde van 1822 tot 1825. Samen met zijn collega-chirurgijn Prosper Garnot en officier Dumont d'Urville verzamelde hij veel natuurhistorische specimina (geconserveerde hele of gedeeltes van planten en dieren). Lesson was de eerste natuuronderzoeker die levende paradijsvogels observeerde in de Molukken en Nieuw-Guinea. 
Na zijn terugkeer naar Parijs werkte hij zeven jaar aan het zoölogisch gedeelte van het officiële reisverslag van de expeditie: Voyage autour du monde sur La Coquille (1826-39). Tijdens deze periode publiceerde hij zelf daarnaast enkele werken over de fauna: Manuel d'Ornithologie (1828), Traité d'Ornithologie (1831), Centurie Zoologique (1830-32) en Illustrations de Zoologie (1832-35). Verder produceerde hij enkele monografieën over kolibries en een boek over paradijsvogels. Meer dan 200 vogelsoorten en meer dan 100 vogelgenera zijn door hem beschreven en gelden (anno 2023) nog steeds als soort.
In 1832 werd hij plaatsvervangend hoofdapotheker en in 1839 hoofdapotheker voor de marine in Rochefort. In 1847 werd hij benoemd in het Franse Legioen van Eer.
Zijn ervaringen als scheepsarts dienden als basis voor zijn twee delen tellende Manuel d'Histoire Naturelle Médicale et de Pharmacologie (1833), die waren bedoeld als handboek voor andere scheepsartsen.
René Primevère Lesson wordt soms verward met zijn broer Pierre-Adolphe, die ook dokter was en in 1826 met d'Urville meereisde.